# Obelisk Mountain
Obelisk Mountain är ett berg i Antarktis. Det ligger i Östantarktis. Nya Zeeland gör anspråk på området. Toppen på Obelisk Mountain är 2 200 meter över havet.
Terrängen runt Obelisk Mountain är varierad. Trakten är obefolkad. Det finns inga samhällen i närheten. 